# Groupe ING
Pour les articles homonymes, voir ING (homonymie).
Le groupe ING (en néerlandais : ING Groep) est une institution financière internationale de bancassurance d’origine néerlandaise, constituée en 1991 de la fusion entre la compagnie d’assurance Nationale Nederlanden et la banque à réseau NMB Postbank. ING est historiquement l'abréviation de Internationale Nederlanden Groep (littéralement « Groupe des Pays-Bas Internationaux »).
Elle connaît une croissance externe très rapide, devenant fin 2007 la deuxième banque de détail mondiale après Mitsubishi UFJ Financial Group avec plus de 338 milliards d'euros en épargne. Lourdement affectée par la crise financière de 2008, l'action d'ING perd 68,7 % en un an avant que celle-ci ne soit en partie nationalisée par le gouvernement néerlandais de Jan Peter Balkenende, qui recapitalise le groupe avec plus de 10 milliards d’euros,. Elle est en 2013 la 6e entreprise dans le secteur bancaire.

## Histoire

### Fusion
En 1986, la banque d'État néerlandaise Rijkspostspaarbank (nl) est privatisée, devenant Postbank, tout en continuant à utiliser le réseau des bureaux de poste du pays. En 1989, Postbank fusionne avec NMB Bank (nl) pour donner naissance à NMB Postbank Groep. La fusion de cette banque avec l'assureur Nationale Nederlanden en 1991, donne naissance au groupe ING.

### Expansion rapide

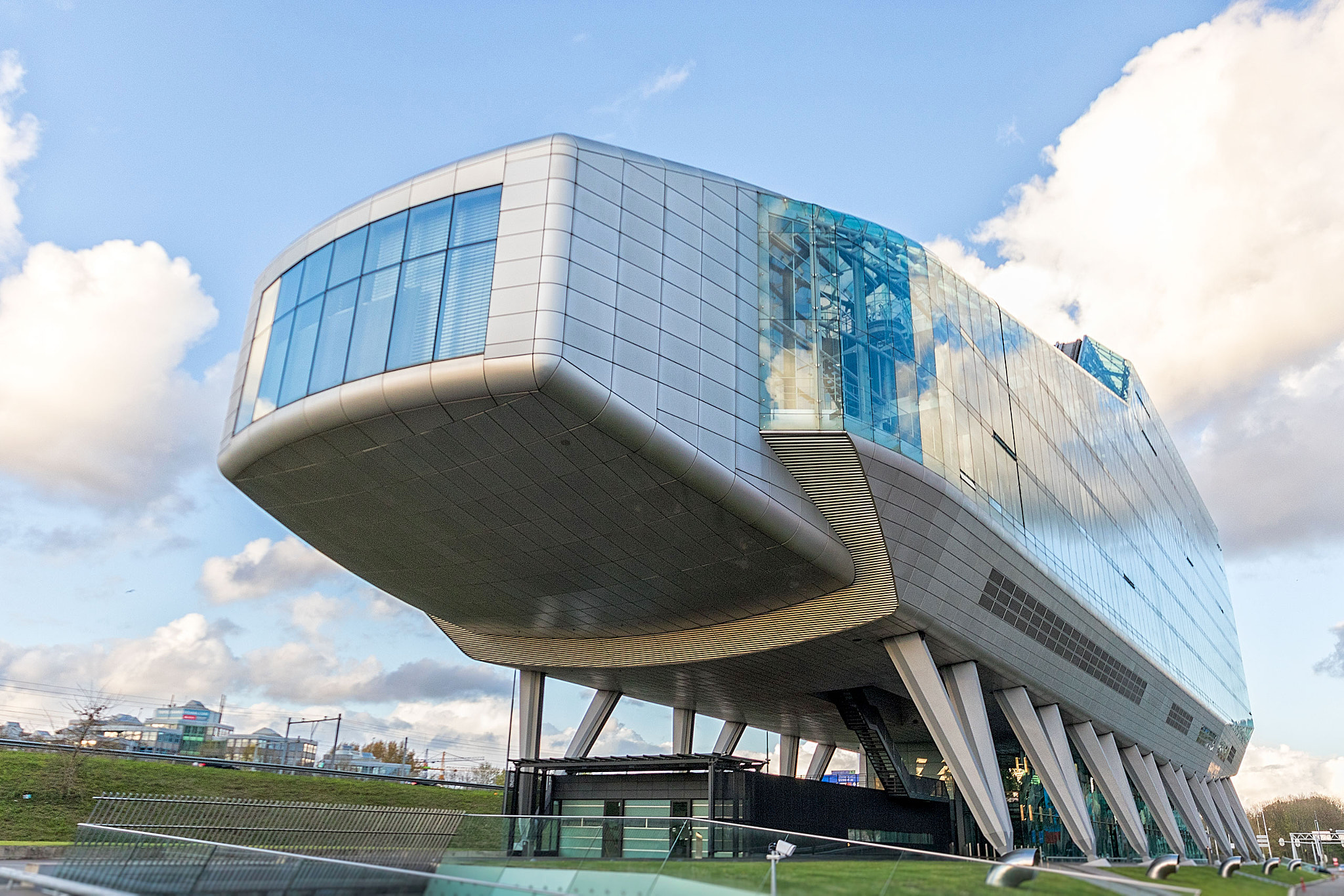
De Schoen (en français, la chaussure), surnom attribué au siège de l'entreprise, à Amsterdam.

Dans le domaine bancaire, ING fait l'acquisition en 1995 de la banque d'investissement Barings, alors en cessation de paiement, et de son activité de gestion pour compte de tiers. Banque Bruxelles Lambert, importante banque belge, est acquise en 1998, suivie par BHF-Bank (Allemagne) en 1999, Banque Slaski (en) (Pologne) en 2001 et DiBa Bank (da) (Allemagne à nouveau) en 2002.
Parallèlement, ING acquiert plusieurs assureurs aux États-Unis, à savoir Equitable of Iowa (en) en 1997, ReliaStar, Aetna Financial Services et Aetna International en 2000, ainsi qu'un assureur mexicain, Seguros Comercial América en 2001.
À partir de 1997, ING déploie des services de banque en ligne dans différents pays sous le nom d'ING Direct (en 2000 en France).
En 2005, ING poursuit sa collaboration avec l'établissement bancaire coréen Kookmin Bank en créant une nouvelle coentreprise dans le domaine de l'assurance. ING contrôle 49 % de la coentreprise qui distribue des produits d'assurance par l'intermédiaire de 1 100 agences de l'établissement bancaire coréen. En 2005, ING est le quatrième groupe financier européen, l'assurance représentant 60 % de son activité quand la banque en représente 40 %.
ING dispose alors d’une forte implantation internationale. En 2007, le groupe se présente ainsi : « présent dans 50 pays, comptant plus de 120 000 collaborateurs (dont 11 000 aux États-Unis), 75 millions de clients et gérant près de 600 milliards d’euros d’actifs ».
C'est l'un des acteurs majeurs chargés des retraites au Chili, aux côtés de Metropolitan Life Insurance Company et de Principal.

### Recapitalisation et conséquences
À la suite de la crise financière mondiale débutant en 2007, ING reçoit en octobre 2008 une injection de 10 milliards d'euros dans son capital de la part de l'État néerlandais, ce qui correspond à une nationalisation partielle. L'entreprise doit en contrepartie, d'après les dispositions de la Commission européenne, se désengager d'un certain nombre d'activités.
En 2009, ING vend la totalité de sa participation dans ING Canada[source secondaire souhaitée].
En 2010, ING vend sa filiale ING Direct au Royaume-Uni à Barclays pour 1,64 milliard d'€.
En 2012, ING vend ses filiales à Hong Kong et Macao à Pacific Century Group (en), pour 1,64 milliard d'€, ainsi que sa filiale en Malaisie à AIA pour 1,33 milliard d'€.
En 2013, ING vend sa participation (50 %) dans la coentreprise d'assurance vie chinoise nouée avec Bank of Beijing à BNP Paribas Cardif, la filiale d'assurances de BNP Paribas. La même année, ING se désengage de sa filiale en Corée du Sud, ING Life Korea qu'elle vend pour 1,24 milliard d'euros au fonds d'investissement MBK Partners, en ne gardant plus que 10 % dans son ancienne filiale.
En juillet 2014, ING annonce l'introduction en bourse de sa filiale dans l'assurance NN Group pour entre 1,5 et 2 milliards d'euros, valorisant la capitalisation de cette filiale à environ 7 milliards d'euros. ING devant garder une participation de 71,4 % dans NN Group à l'issue de cette introduction en bourse.
En juillet 2015, HSBC vend ses activités en Turquie, qui comprend 300 agences, à ING pour entre 700 et 750 millions de dollars.
En septembre 2016, ING annonce une vague de licenciements, 7 000 personnes sont concernées dont 3 158 en Belgique,,. En juin 2017, ING annonce la fermeture des 536 agences Record Bank (nl) en Belgique et la disparition de cette marque d'agence franchisées. 50 de ces agences Record Bank devrait passer sous la marque ING.
De 2017 à 2019, ING renomme ses banques en ligne « ING Direct » en « ING ».
En 2018, ING rachète la fintech Payvision. Dépréciée de 188 millions d'euros, elle envisage de la céder en septembre 2021.
|                  | 1881                     | 1915                     | 1918                       | 1928                       | 1977                                           | 1986                           | 1989                           | 1998                           | 2002                           | 2006                           | 2009        | 2011       | Aujourd'hui |
| ---------------- | ------------------------ | ------------------------ | -------------------------- | -------------------------- | ---------------------------------------------- | ------------------------------ | ------------------------------ | ------------------------------ | ------------------------------ | ------------------------------ | ----------- | ---------- | ----------- |
| Télécom          |                          | APT                      | APT                        | PTT                        | PTT                                            | PTT                            | PTT Telecom                    | KPN                            | KPN                            | KPN                            | KPN         | KPN        | KPN         |
| Colis postaux    | PTT Post                 | PTT Post                 | APT                        | PTT                        | PTT                                            | PTT                            | TPG Post                       | TNT Post                       | TNT Post                       | TNT Express                    | TNT Express |            |             |
| Poste            | PTT Post                 | PTT Post                 | APT                        | PTT                        | PTT                                            | PTT                            | TPG Post                       | TNT Post                       | TNT Post                       | PostNL                         | PostNL      | PostNL     |             |
| Caisse d'épargne | Caisse d'épargne postale | Caisse d'épargne postale | Caisse d'épargne postale   | Caisse d'épargne postale   | Office des chèques postaux et caisse d'épargne | Banque postale (Postbank N.V.) | Banque postale (Postbank N.V.) | Banque postale (Postbank N.V.) | Banque postale (Postbank N.V.) | Banque postale (Postbank N.V.) | Banque ING  | Banque ING | Banque ING  |
| Banque           |                          |                          | Office des chèques postaux | Office des chèques postaux | Office des chèques postaux et caisse d'épargne | Banque postale (Postbank N.V.) | Banque postale (Postbank N.V.) | Banque postale (Postbank N.V.) | Banque postale (Postbank N.V.) | Banque postale (Postbank N.V.) | Banque ING  | Banque ING | Banque ING  |

## Activités

Implantations mondiales du groupe ING.

ING est le premier groupe de services financiers du Benelux. Les revenus par activité se répartissent comme suit :

- banque (18,9 %) : activités de banque de réseau et privée (42,3 % des revenus), de banque de financement et d'investissement (41 %) et de banque en ligne (16,7 % : ING) ;
- autres (2 %).

En outre, le groupe développe une activité de gestion d'actifs (404,5 MdsEUR d'actifs gérés pour compte de tiers). La répartition géographique des revenus est la suivante : Pays-Bas (21,8 %), Belgique (7,3 %), Europe (8 %), Amérique du Nord (40 %), Asie (17,9 %), Amérique du Sud (3,7 %), Australie (1,2 %) et autres (0,1 %).

### Activités bancaires
ING a également ouvert des services de banque en ligne (indépendamment de ses services de banque de réseau ou d'investissement) dans les pays suivants, la marque « ING Direct » ayant été remplacée par « ING » de 2017 à 2019 :
- Allemagne
- Australie
- Autriche
- Espagne
- France
- Italie
- Turquie

D'autres filiales locales ING Direct ont été revendues depuis 2008 :
- Canada : Tangerine
- Royaume-Uni : Barclays Direct
- États-Unis : Capital One 360

## ING en France
Elle a été no 2 de la banque en ligne en France avec plus d'un million de clients en 2018.
Elle maintient une activité de banque de financement et d'investissement après la fermeture de son activité de banque en ligne.

### Repères historiques
- 2000 : Création d’ING Direct en France
- 2004 : Lancement de l’assurance-vie[25] qui devient dès 2007 le no 1 des contrats d'assurance-vie en ligne sans frais d'entrée en France[26][source insuffisante]
- 2009 : Lancement du compte courant ING Direct en France[27]
- 2015 : Lancement du crédit immobilier[28]
- 2019 : Changement du nom ING Direct pour ING[19]
- 2022 : Fermeture de l'activité de banque directe / de détail (les clients particuliers ont été incités à migrer chez Boursorama).

### Arrêt de l'activité
En décembre 2021, le groupe ING annonce l'arrêt de son activité dans la banque de détail en France, avec la suppression de 430 emplois et la vente future du catalogue client. ING entame dès lors la fermeture unilatérale de comptes inactifs ou non rentables. La Société Générale et le Crédit Mutuel s'alignent pour la reprise de la clientèle de la banque de détail d'ING France, les activités à destination des entreprises n'étant quant à elles pas affectées par la vente à venir. La Société Générale, par le biais de sa filiale de banque en ligne Boursorama, l'emporte finalement.

## Condamnations
En juin 2012, le département du Trésor des États-Unis inflige une amende de 619 millions de dollars à la banque pour avoir effectué des transactions en dollars avec Cuba, en violation de l'embargo imposé à l’île,.
En 2018, ING est condamnée aux Pays-Bas à une amende de 775 millions d'euros pour blanchiment d'argent, et notamment des versements de pots-de-vin à des dignitaires ouzbeks.
En mars 2021 en France, l'Autorité de contrôle prudentiel et de résolution de la Banque de France condamne la filiale française à trois millions d'euros d'amende pour « des carences dans son dispositif de lutte contre le blanchiment de capitaux et le financement du terrorisme »

## Mécénat sportif
De 2007 à 2009, ING est partenaire de l'écurie française Renault F1 Team qui prend alors le nom « ING Renault F1 Team' ». ING sponsorise par ailleurs les équipes nationales de football de Belgique et des Pays-Bas.